# Арнаис Барон, Рафаэль
Рафаэ́ль Арна́ис Баро́н (исп. Rafael Arnáiz Barón; 9 апреля 1911[…], Бургос, Кастилия и Леон — 26 апреля 1938[…], Сан-Исидро-де-Дуэньяс, Кастилия и Леон) — католический святой, монах ордена траппистов. День памяти в Католической церкви — 26 апреля.

## Биография
Родился в Бургосе в глубоко религиозной семье инженера Рафаэля Арнаиса и журналистки и музыкального критика Мерседес Барон. В 9-летнем возрасте начал обучение в иезуитском колледже родного города. В 1923 году семья переехала в Овьедо, где Рафаэль продолжил учёбу у местных иезуитов. Дополнительно он занимался живописью у художника Эухеньо Тамайо и сам писал картины.
В 1929 году получил степень бакалавра, после чего решил изучать архитектуру в Мадриде. Готовясь к поступлению он жил некоторое время в Авиле у своего дяди по материнской линии и его супруги, пожилой набожной четы. Под их влиянием Рафаэль углубил свою христианскую веру, создал несколько витражей для приходской церкви и стал задумываться о монашеском призвании. Дядя рассказал юноше о траппистском монастыре Святого Исидора в посёлке Сан-Исидро-де-Дуэньяс неподалёку от Паленсии, в октябре 1930 года Рафаэль впервые побывал там. После окончания своих архитектурных курсов и прохождения военной службы он ходатайствовал о поступлении в монастырь. 15 января 1934 года был принят в новициат и принял имя Мария Рафаэль. Через несколько месяцев у него резко ухудшилось самочувствие, врачебное обследование выявило тяжёлую форму диабета. К его сильному огорчению ему было велено вернуться в семью в Овьедо. Через некоторое время, когда состояние здоровья Рафаэля улучшилось, он вернулся в монастырь Святого Исидора, но только в качестве послушника, поскольку здоровье не позволяло ему соблюдать строжайший устав траппистов в полном объёме. В 1936 году был призван во франкистскую армию в связи с начавшейся Гражданской войной, но был демобилизован через три месяца по состоянию здоровья.
В 1938 году прогрессировавшая болезнь привела Рафаэля к смерти. Незадолго до смерти аббат монастыря разрешил отцу Рафаэлю носить монашеское одеяние трапписта и чёрный скапулярий, как знак того, что он полноценный монах общины. Рафаэль Арнаис Барон умер 26 апреля 1938 года в возрасте 27 лет. Похоронен сначала на монастырском кладбище, впоследствии его останки были перезахоронены в монастырской часовне.

## Прославление
Несмотря на свою короткую жизнь в монастыре Рафаэль Арнаис Барон стал примером траппистской духовности и смирения. Он смиренно переносил все испытания, выпадавшие на его долю — тяжёлую болезнь, войну, невозможность принести желанные монашеские обеты. Автор нескольких сочинений духовного характера.
Рафаэль Арнаис Барон был беатифицирован папой Иоанном Павлом II 27 сентября 1992 года и канонизирован папой Бенедиктом XVI 11 октября 2009 года.